# Campionato europeo di baseball 1960
Il campionato europeo di baseball 1958 è stato la sesta edizione del campionato continentale. Si svolse a Barcellona, in Spagna, fra il 22 e il 25 settembre 1960, e fu vinto dai Paesi Bassi, alla loro quarta affermazione consecutiva in ambito europeo.

## Squadre partecipanti
- Italia
- Paesi Bassi
- Spagna
- Svezia

## Risultati
|    | Team        | V - P | Pf - Ps | %     |
| -- | ----------- | ----- | ------- | ----- |
| 1. | Paesi Bassi | 3 - 0 | 24 - 1  | 1.000 |
| 2. | Italia      | 2 - 1 | 14 - 3  | 0.667 |
| 3. | Spagna      | 1 - 2 | 6 - 19  | 0.333 |
| 4. | Svezia      | 0 - 3 | 3 - 24  | 0.000 |

| Barcellona settembre 1960 | Spagna | 5 – 1 | Svezia |  |

| Barcellona settembre 1960 | Spagna | 1 – 7 | Italia |  |

| Barcellona settembre 1960 | Spagna | 0 – 11 | Paesi Bassi |  |

| Barcellona settembre 1960 | Svezia | 1 – 7 | Italia |  |

| Barcellona settembre 1960 | Svezia | 1 – 12 | Paesi Bassi |  |

| Barcellona settembre 1960 | Italia | 0 – 1 | Paesi Bassi |  |

## Classifica finale
| Campione d'Europa | Campione d'Europa | Campione d'Europa |
| ----------------- | ----------------- | ----------------- |
| Paesi Bassi       |                   |                   |
| Argento           | Italia            |                   |
| Bronzo            | Spagna            |                   |
| 4.                | Svezia            |                   |